# Antonio Benavides Bazán y Molina
Antonio Benavides Bazán y Molina (La Matanza, Tenerife, 8 de diciembre de 1678 - Santa Cruz de Tenerife, Tenerife, 9 de enero de 1762) fue un militar y político español que fue gobernador de La Florida, Veracruz y gobernador y capitán general de Yucatán en el virreinato de Nueva España, durante el reinado de Felipe V de España y después de Fernando VI. Fue anteriormente a su designación en Yucatán, gobernador de Veracruz. Tras su gestión en Yucatán fue nombrado gobernador de Manila, en las Filipinas.

## Datos históricos de su gestión en Yucatán
Durante la administración de Benavides, a petición de él, la corona española creó en 1745 el cargo en la Capitanía General de Yucatán de Teniente de rey en Campeche con el propósito de asegurar el mando militar en el puerto más importante de la provincia, puerto que tenía la característica de ser el blanco de los ataques frecuentes y enconados de los piratas y filibusteros ingleses que rondaban esos litorales. Quien ocupara esta posición de designación real a partir de entonces, le correspondería además asegurar la sucesión automática al cargo de gobernador y capitán general de Yucatán, en tanto se daba el nombramiento definitivo por parte del rey o del virrey, según el caso. Esta decisión fue muy del agrado de los campechanos, pero no así de los meridenses cuyos alcaldes ordinarios tenían hasta entonces la prerrogativa de ser los reemplazantes naturales de los gobernadores que dejaban el cargo vacante. El primer teniente de rey de Campeche fue Romualdo Herrera.
Ante la situación que existía de sueldos extremadamente bajos de la clase militar en Campeche, Benavides propuso a la corona que se asignasen las rentas de las encomiendas vacantes para crear un fondo que pudiera compensar económicamente a los militares. Esta propuesta causó un gran malestar entre los encomenderos de toda la provincia, quienes veían por ese hecho peligrar sus ingresos y prerrogativas en favor de los milicianos. Fue tan grande la reacción adversa que el gobernador Benavides tuvo que desistirse de la solicitud. Algo semejante ocurrió cuando una iniciativa parecida pero en favor de los religiosos jesuitas comenzó a gestarse en la provincia. Inmediatamente se pensó que el gobernador volvía a la carga en contra de los intereses establecidos de las familias pudientes que eran quienes gozaban de los privilegios de las encomiendas.
Una tercera iniciativa de la que también habría de desistirse Antonio Benavides durante su gestión, fue la de crear un estanco para la producción de la sal en la región. En este caso la reacción adversa fue mucho más amplia, toda vez que este proyecto hubiera lesionado el interés mayoritario puesto que la sal era un artículo de primera necesidad cuyo precio y comercio afectaba a todos.
En 1748 fue publicado el bando que prohibía la producción y consumo de aguardiente de caña que era muy popular en la provincia, bando que algunos vieron con agrado. Este derivó de una ordenanza real aplicable a todas las Índias que había tenido su origen en la queja de los grandes manufactureros españoles de vino que habían visto decrecer sus exportaciones hacia las colonias y buscaron la protección real para sus intereses.
Antonio Benavides Bazán culminó su tarea en Yucatán en 1750 cuando, en el mes de septiembre, fue nombrado gobernador de Manila en las Filipinas. El 27 de ese mes se embarcó del puerto de Sisal hacia Veracruz, de donde partió hacia Acapulco, para después embarcarse en el océano Pacífico hacia aquella posesión insular del Imperio español.